# Cohors V Raetorum

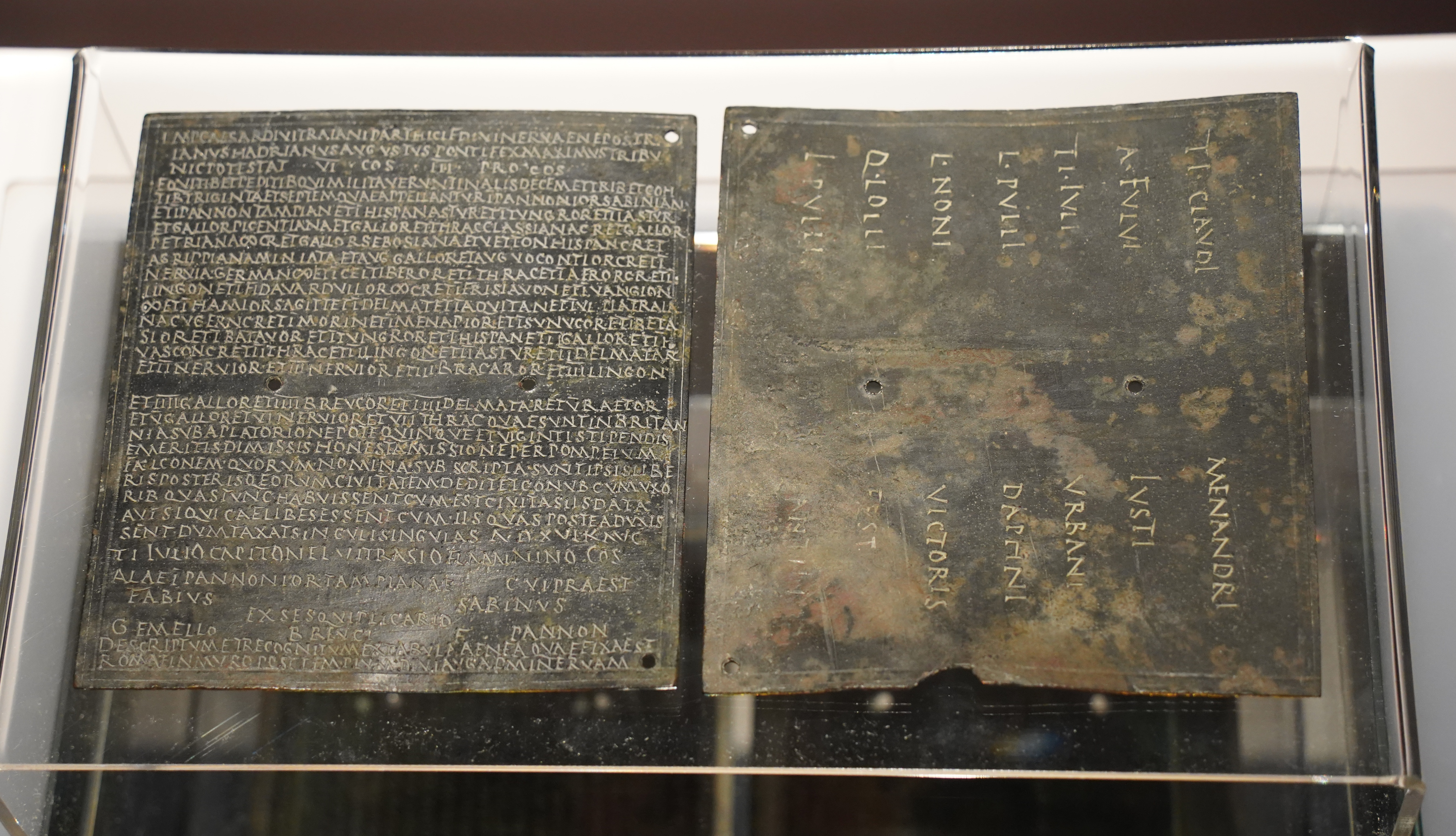
Das Militärdiplom des Jahres 122

Die Cohors V Raetorum (deutsch 5. Kohorte der Räter) war eine römische Auxiliareinheit. Sie ist durch Militärdiplome und Inschriften belegt.

## Namensbestandteile
- Cohors: Die Kohorte war eine Infanterieeinheit der Auxiliartruppen in der römischen Armee.

- V: Die römische Zahl steht für die Ordnungszahl die fünfte (lateinisch quinta). Daher wird der Name dieser Militäreinheit als Cohors quinta .. ausgesprochen.

- Raetorum: der Räter. Die Soldaten der Kohorte wurden bei Aufstellung der Einheit aus dem Volk der Räter auf dem Gebiet der römischen Provinz Raetia rekrutiert.

Da es keine Hinweise auf die Namenszusätze milliaria (1000 Mann) und equitata (teilberitten) gibt, ist davon auszugehen, dass es sich um eine Cohors quingenaria peditata, eine reine Infanterie-Kohorte, handelt. Die Sollstärke der Einheit lag bei 480 Mann, bestehend aus 6 Centurien mit jeweils 80 Mann.

## Geschichte
Die Hilfstruppeneinheiten der Räter wurden laut Tacitus zu zwei verschiedenen Zeitpunkten rekrutiert: nach der Eroberung Raetiens um 15 v. Chr. sowie um 70 n. Chr. in Folge des Helvetieraufstands.
Der erste Nachweis der Einheit in der Provinz Britannia beruht auf Militärdiplomen, die auf 122 datiert sind. In den Diplomen wird die Kohorte als Teil der Truppen (siehe Römische Streitkräfte in Britannia) aufgeführt, die in der Provinz stationiert waren.

## Standorte
Standorte der Kohorte in Britannia waren möglicherweise:
- Brocolitia (Carrawburgh): Die Weihinschrift von P[…]anus wurde in Brocolitia gefunden.

## Angehörige der Kohorte
Folgende Angehörige der Kohorte sind bekannt.

### Kommandeure
- Sextus Cornelius Dexter, ein Präfekt

### Sonstige
- P[…]anus, ein Soldat (RIB 1529)